# Where Is the Love?
«Where Is the Love?» — первый сингл из альбома Elephunk американской хип-хоп группы The Black Eyed Peas, выпущенный 16 июня 2003 года. Это был первый сингл, в котором присутствовала новый член группы — Fergie. В песне также присутствует Justin Timberlake, хотя он в титрах не указан.

## Предыстория
После коммерческой неудачи их предыдущих альбомов и синглов, были сомнения по поводу того, что Black Eyed Peas не будут распадаться и станут продолжать записываться вместе. Ron Fair, исполнительный директор звукозаписывающей кампании A & R, предложил группе перейти к более распространённому поп-звучанию. will.i.am, в частности, сопротивлялся идее, опасаясь, что они будут рассматриваться как продажные люди. Однако, после дискуссий идею стали воплощать в жизнь.
Вскоре, после Рождества 2001 года, will.i.am создал луп и гитарную партию, которые ему понравились. Taboo и apl.de.ap услышали трек и смогли написать подходящий текст для него. Джастин Тимберлейк, якобы, познакомился с группой благодаря новому участнику группы — Fergie, и получил возможность услышать трек, который создал will.i.am. Впечатлённый музыкой, Тимберлейк помог дописать песню и спеть её припев.
Тимберлейк был в самом разгаре продвижения своего дебютного альбома Justified, и его лейбл Jive Records был обеспокоен возможной большой шумихой. Black Eyed Peas волновались по этому поводу — как получить помощь от известной поп-звезды, как Тимберлейк, который был оригинальным пунктом этой песни? Компромисс был достигнут в конечном счете: Jive Records дал разрешение на вокал Тимберлейка, который будет присутствовать в песне, но он не должен появляться в клипе этой песни, и при этом он не зачисляется как соисполнитель.

## Композиция
Авторами песни являются: will.i.am, Taboo, apl.de.ap, Ron Fair, P. Board, G. Pajon Jr, M. Fratantuno, и J. Curtis; а сопродюсерами: will.i.am и Ron Fair. В их антивоенном, пацифистском гимне Black Eyed Peas жалуются на различные мировые проблемы: терроризм, лицемерие правительства США, расизм, войны, нетерпимость и жадность. Эту песню можно интерпретировать как гимн против войны с террором и вторжения американских войск в Ирак в 2003 году, так как она была выпущена вскоре после начала операции.

## Версия 2016 года
31 августа 2016 года, The Black Eyed Peas выпустили обновленную версию с участием целого ряда популярных исполнителей: Джастина Тимберлейка, Ашера, Джейми Фокса, The Game, Мэри Джей Блайдж, Джесси Джей, Николь Шерзингер, Дидди, DJ Khaled, Андры Дэй, Тори Келли, Ty Dolla $ign, Джейдена Смита и ASAP Rocky. Вырученные средства от продажи сингла, пойдут в фонд i.am.angel, созданный рэпером и музыкальным продюсером уилл.ай.эмом. Цель организации — «менять жизни с помощью образования, вдохновения и предоставления возможностей».

## Оценки критиков
- Песня была представлена в двух номинациях на 46 Церемонии награждения «Грэмми» — «Запись года» и «Лучшее рэп/песенное сотрудничество».
- В Великобритании стала самым продаваемым синглом 2003 года и 25-м лучшим продаваемым синглом 2000-х годов[5].

## Форматы и трек-листы
| CD maxi 1. «Where Is the Love?» — 4:35 2. «Somethin' for That Ass» — 3:53 3. «What’s Goin Down» — 2:43 4. «Where Is the Love?» (клип) — 4:35 | CD single 1. «Where Is the Love?» — 4:35 2. «Somethin' for That Ass» — 3:53 |

## Чарты и продажи
| Чарт (2003)                                 | Наивысшая позиция |
| ------------------------------------------- | ----------------- |
| Австралия (ARIA)                            | 1                 |
| Австрия (Ö3 Austria Top 40)                 | 1                 |
| Бельгия/Фландрия (Ultratop 50)              | 1                 |
| Бельгия/Валлония (Ultratop 50)              | 19                |
| Канада (Billboard Canadian Hot 100)         | 5                 |
| Дания (Tracklisten)                         | 1                 |
| Европа (Billboard European Hot 100 Singles) | 1                 |
| Франция (SNEP)                              | 16                |
| Германия (GfK)                              | 1                 |
| Венгрия (Single Top 40)                     | 3                 |
| Ирландия (IRMA)                             | 1                 |
| Италия (FIMI)                               | 3                 |
| Нидерланды (Single Top 100)                 | 1                 |
| Новая Зеландия (Recorded Music NZ)          | 1                 |
| Норвегия (VG-lista)                         | 1                 |
| ЕвроХит Топ-40                              | 1                 |
| TopHit 100                                  | 13                |
| Швеция (Sverigetopplistan)                  | 1                 |
| Великобритания (OCC UK Singles)             | 1                 |
| США (Billboard Hot 100)                     | 8                 |
| США (Billboard Pop Airplay)                 | 1                 |
| США (Billboard Dance Club Songs)            | 17                |

| Годовой чарт (2003)            | Позиция |
| ------------------------------ | ------- |
| Australian Singles Chart       | 3       |
| Austrian Singles Chart         | 10      |
| Belgian Singles Chart Фландрия | 10      |
| Dutch Top 40                   | 4       |
| French Singles Chart           | 78      |
| Irish Singles Chart            | 2       |
| New Zealand Singles Chart      | 2       |
| Swiss Singles Chart            | 2       |
| UK Singles Chart               | 1       |

| Страна         | Сертификация | Дата            | Продажи |
| -------------- | ------------ | --------------- | ------- |
| Австралия      | 2x Platinum  | 2003            | 140,000 |
| Бельгия        | Gold         | 22 ноября 2003  | 25,000  |
| Великобритания | Platinum     | 31 октября 2003 | 600,000 |
| Германия       | Gold         | 2003            | 150,000 |
| Норвегия       | Platinum     | 2003            | 10,000  |
| США            | Gold         | 25 октября 2004 | 500,000 |